# سقراط مویسوف
سقراط مویسوف (انگلیسی: Sokrat Mojsov؛ زادهٔ ۱ مارس ۱۹۴۲) بازیکن فوتبال اهل یوگسلاوی بود.
از باشگاه‌هایی که در آن بازی کرده‌است می‌توان به باشگاه فوتبال رن و باشگاه فوتبال واردار اشاره کرد.
وی همچنین در تیم ملی فوتبال یوگسلاوی بازی کرده‌است.